# Leucocoryne mollensis
Leucocoryne mollensis är en amaryllisväxtart som beskrevs av Pierfelice Ravenna. Leucocoryne mollensis ingår i släktet Leucocoryne och familjen amaryllisväxter. Inga underarter finns listade i Catalogue of Life.